# Hugh Durant
Hugh Durant (* 23. Februar 1877 in London; † 20. Januar 1916 in Vermelles, Frankreich) war ein britischer Sportschütze und Pentathlet.

## Erfolge
Hugh Durant nahm an den Olympischen Spielen 1912 in Stockholm in drei Schieß-Disziplinen und im Modernen Fünfkampf teil. Letzteren schloss er auf dem 18. Rang ab. Mit der Freien Pistole über 50 m belegte er im Einzel den 20. Platz, während er mit Horatio Poulter, Albert Kempster und Charles Stewart in der Mannschaftskonkurrenz hinter der US-amerikanischen und der schwedischen Mannschaft die Bronzemedaille gewann. Auch mit dem Armeerevolver über 30 m belegte er mit Poulter, Kempster und Stewart den dritten Rang im Mannschaftswettbewerb, dieses Mal hinter Schweden und Russland. Mit 289 Punkten war er über 30 m der beste und über 50 m mit 456 Punkten der zweitbeste Schütze der Mannschaft.
Durant war ab 1897 im Militärdienst aktiv und kämpfte im Zweiten Burenkrieg. Für seine Verdienste wurde er mehrfach ausgezeichnet. Im Ersten Weltkrieg fiel er 1916 in Vermelles, als eine zu seiner Kommandobatterie gehörende Mörsergranate vorzeitig explodierte und ihn tötete. Er bekleidete den Rang eines Second Lieutenants.